# Персю Альмстедт
Персю Альмстедт (швед. Percy Almstedt, 30 листопада 1888 — 29 жовтня 1937) — шведський яхтсмен.
Срібний призер Олімпійських Ігор 1920 року в класі 40 м².